# Електронік ґеймінґ мантлі
«Електронік ґеймінґ мантлі» (англ. Electronic Gaming Monthly; часто використовують абревіатуру EGM) — американський часопис, присвячений відеоіграм. Журнал EGM концентрується на новинах про сучасні ігрові приставки.

## Історія
Часопис «Електронік ґеймінґ мантлі» виник влітку 1989 року і до січня 2009 року випускався видавництвом Ziff Davis і був частиною 1UP.com. З квітня 2010 року видання журналу було відновлено компанією EGM Media, LLC і тепер виходить в двох варіантах: звична, друкована версія, що виходить раз на місяць і цифрова, що виходить з періодичністю раз на тиждень. Журнал випускає 12 номерів на рік (зрідка, в Різдво, виходить 13-й номер).
У грудні 2006 року журнал змінив свій логотип, з'явилися нові рубрики та розширені огляди. У 1994 році журнал має додаток під назвою EGM2, який значною мірою був присвячений ігровим секретам і проходженням.
Випуск EGM був припинений 6 січня 2009 року, після того, як інтернет-сайт 1UP.com був придбаний Hearts Corporation. Тоді ж було оголошено, що січневий номер EGM стане останнім. 29 травня 2009 року засновник журналу Стів Харріс (англ. Steve Harris) оголосив про те, що він придбав права на видання журналу в електронному та друкованому вигляді, і що журнал продовжить свою діяльність у другій половині 2009 року. Не випущений лютневий номер 2009 року, згодом став першим номером, який був випущений на цифровій платформі ScreenPaper в березні 2010 року. Перший, друкований номер журналу вийшов у квітні 2010 року, з оригінальним логотипом і зображеннями Рю (Ryu) і Кен (Ken), персонажів ігрового серіалу «Street Fighter». Перший номер щотижневого видання EGMy в цифровому форматі вийшов 27 квітня 2010 року, і головна тема номера була присвячена ігровому серіалу «Final Fantasy».